# Мар'янівка (Кетрисанівська сільська громада)
Мар'я́нівка — село в Україні, у Кетрисанівській сільській громаді Кропивницького району Кіровоградської області. Населення становить 238 осіб. Колишній центр Мар'янівської сільської ради.

## Географія
На південно-західній околиці села бере початок річка Дрюкова.

## Історія
Перше поселення з'явилося до розподілу земель південної частини Кіровоградської області, що пройшло в 1780х роках. Раніше ці землі належали Запорізькій Січі згідно Межової мапи Єлисаветградської провінції 1774 року. 
За переказами одного з жителів, що народився в Мар'янівці, приблизно в 1950-х роках при викопуванні погрібу були знайдені сліди минулого поселення: цегляна кладка аркою у формі печі на глибині приблизно 2-3 метри. Подальші розкопки і дослідження не велися. 

В 1781 році почався розподіл земель з їх описом та підселенням. І вже в 1787 році розподілену землю з вже існуючим поселенням продали Федіру Кахнічевському. 
Объявлении о купчих к № 51 Санктпетербургских ведомостей, в пятницу июня 25 дня 1787 года  

"Секретарь Занковский войсковому товарищу Кахничевскому продал состоящую Новомиргородского уезда при речке Сугаклеи 6000 десятин земли с населенными на оной людьми, за 800 рублей; купчая совершена Екатеринославской гражданской палаты у крепостных дел. "   
Згодом, землі Мар'янівки знову були продані згідно купчій від 13 жовтня 1803 року, що дана поміщику Миколі Івановичу Нечаю від нащадків покійного військового Федіра Кахнічевського - підпорутчика Петра, юнкера Івана та їх сестри Олени, що вийшла заміж за колежського реєстратора Трилицького. Купча описувала продаж нерухомого майна - слободу Мар'янівку на 3000 десятин землі та 18 селян чоловічої статі з усіма угіддями за 6500 рублів . 
З 1804 року з'являються перші записи про жителів Мар'янівки в метричних книгах Миколаївської церкви села Витязівка, що розташувалася поруч. До 1920 року основні записи про шлюб, смерть та народження жителів Мар'янівки велися в метричних книгах Витязівки. 
Частина нових жителів в Мар'янівку протягом 1804-1815 років переселилася з с. Максимівка Єлисаветградського повіту, що належала поміщику майору Максиму Арсенієвичу Чорбі.  Серед переселених родів: Нетудихата, Безверхий, Ясмун, Десятник, Чайка, Рудий (Руденко) та інші. 
З 1820-х років і до відміни кріпацтва слобода Мар'янівка належала поміщиці Марії Миколаївні Пєстовій, дружині капітан-лейтенанта. В 1858 році був проведений перепис населення, дані про який збереглися в Кіровоградському обласному архіві. Прізвища жителів Мар'янівки, що містяться у переписі: Бугаєнко, Твердоступ, Мовчан, Мовчанов, Бабій, Чорний, Бондар, Гнатенко, Тадаушенко, Тадеуш, Норенко, Загородній, Масленко, Бабенко, Руденко, Кулинич, Чайка, Діброва, Омельченко, Мартиненко, Голик, Онойко, Ясмун, Кириченко, Патлатий, Безверхий, Нетудихата, Гончар, Зозуленко, Бугай. Деякі прізвища селян, які згадуються в збережених метричних книгах 1804-1830 років, відсутні в перепису 1858 року, а потім знову з'являються в переписах 1875-1896 років, такі як Волкотруб, Вовкотруб. Або ж зникають згадки про роди, які були раніше - такі як Нетудихата. 
Під час Голодомору 1933-го року село сильно постраждало, а дані про народжуваність і смертність в 1820-1830-х роках були вилучені з архівів для приховування трагедії.  
В період Другої Світової Війни, за згадками сельчан, під час окупації німецькі війська зібрали всю велику рогату худобу у жителів для використання її замість коней - для побудови залізничної колії, насип від якої місцями зберігся до теперішнього часу. Німецькі солдати жили в хатах людей, а самі люди виселялися в сараї.  
Голод 1946-го року теж був важким для селян Мар'янівки, але завдяки поблажливості сілького голови вдалося уникнути великих жертв.   

## Пам'ятки
Біля села знаходиться заповідне урочище місцевого значення Чобіток.

## Населення
Згідно з переписом УРСР 1989 року чисельність наявного населення села становила 359 осіб, з яких 158 чоловіків та 201 жінка.
За переписом населення України 2001 року в селі мешкало 369 осіб.

### Мова
Розподіл населення за рідною мовою за даними перепису 2001 року:
| Мова       | Відсоток |
| ---------- | -------- |
| українська | 96,21 %  |
| російська  | 2,98 %   |
| молдовська | 0,81 %   |

## Відомі люди
З Мар'янівкою тісно пов'язана доля рідних і родичів видатного драматурга, письменника, театрального актора М. Л. Кропивницького.
Тут провів останні роки життя йог батько Лука Іванович. В Мар'янівці він помер і був похований у 1870 році. Поряд з його могилою поховано також рідну сестру М. Л. Кропивницького Ганну Луківну, матір корифея українського театру, відомого бандуриста Миколи Івановича Сочеванова, який до смерті матері проживав з нею у цьому селі.
Неподалік від Мар'янівки на хуторі Сочеванов народився народний артист СРСР Іван Мар'яненко (Петлішенко), який взяв псевдонім з назви села Мар'янівка, у якому проживав у дитинстві. Іван Олександрович був сином Олександра Лукича Петлішенка — рідного брата М. Л. Кропивницького.
У селі народилася будівельник, Герой Соціалістичної Праці Армашова Ганна Федорівна.